# Лиместре (Пистоја)
Лиместре је насеље у Италији у округу Пистоја, региону Тоскана.
Према процени из 2011. у насељу је живело 186 становника. Насеље се налази на надморској висини од 643 м.